# Liste der Biografien/Schmidt, C
Liste der Biografien |
Portal Biografien |
C Personensuche
# |
A |
B |
C |
D |
E |
F |
G |
H |
I |
J |
K |
L |
M |
N |
O |
P |
Q |
R |
S |
T |
U |
V |
W |
X |
Y |
Z |
?
 
Sa |
Sb |
Sc |
Sd |
Se |
Sf |
Sg |
Sh |
Si |
Sj |
Sk |
Sl |
Sm |
Sn |
So |
Sp |
Sq |
Sr |
Ss |
St |
Su |
Sv |
Sw |
Sy |
Sz
 
Sca–Sce |
Sch |
Sci–Scz
 
Scha |
Schc |
Schd |
Sche |
Schg |
Schi |
Schj |
Schk |
Schl |
Schm |
Schn |
Scho |
Schp |
Schr |
Schs |
Scht |
Schu |
Schv |
Schw |
Schy
 
Schma |
Schme |
Schmi |
Schmo |
Schmu |
Schmy
 
Schmic |
Schmid |
Schmie |
Schmig |
Schmik |
Schmil |
Schmin |
Schmir |
Schmis |
Schmit
 
Schmida |
Schmidb |
Schmide |
Schmidf |
Schmidg |
Schmidh |
Schmidi |
Schmidj |
Schmidk |
Schmidl |
Schmidm |
Schmidp |
Schmidr |
Schmids |
Schmidt |
Schmid, A |
Schmid, B |
Schmid, C |
Schmid, D |
Schmid, E |
Schmid, F |
Schmid, G |
Schmid, H |
Schmid, I |
Schmid, J |
Schmid, K |
Schmid, L |
Schmid, M |
Schmid, N |
Schmid, O |
Schmid, P |
Schmid, R |
Schmid, S |
Schmid, T |
Schmid, U |
Schmid, V |
Schmid, W |
Schmid, Y
 
Schmidt, A |
Schmidt, B |
Schmidt, C |
Schmidt, D |
Schmidt, E |
Schmidt, F |
Schmidt, G |
Schmidt, H |
Schmidt, I |
Schmidt, J |
Schmidt, K |
Schmidt, L |
Schmidt, M |
Schmidt, N |
Schmidt, O |
Schmidt, P |
Schmidt, R |
Schmidt, S |
Schmidt, T |
Schmidt, U |
Schmidt, V |
Schmidt, W |
Schmidt, Y |
Schmidtb |
Schmidtc |
Schmidte |
Schmidtg |
Schmidth |
Schmidti |
Schmidtk |
Schmidtl |
Schmidtm |
Schmidtn |
Schmidts
Die Liste der Biografien führt alle Personen auf, die in der deutschsprachigen Wikipedia einen Artikel haben. Dieses ist eine Teilliste mit 91 Einträgen von Personen, deren Namen mit den Buchstaben „Schmidt, C“ beginnt.

## Schmidt, C

### Schmidt, Ca
- Schmidt, Carl (1791–1874), deutscher Porzellanmaler und Unternehmer
- Schmidt, Carl, deutscher Theaterschauspieler, Sänger, Tänzer und Theaterintendant
- Schmidt, Carl (1848–1912), deutscher Kirchenjurist
- Schmidt, Carl (1850–1915), deutscher Kaufmann, Bürgermeister und Politiker (NLP), MdR
- Schmidt, Carl (1854–1909), deutscher Unternehmer und Politiker (FVP), MdR
- Schmidt, Carl (1862–1923), Schweizer Geologe
- Schmidt, Carl, deutscher Landrichter und Politiker
- Schmidt, Carl (1866–1945), russischer Architekt deutscher Abstammung
- Schmidt, Carl (1868–1938), deutscher Koptologe
- Schmidt, Carl (1885–1964), deutscher Politiker (WdF, BHE), MdBB
- Schmidt, Carl (1912–1989), deutscher Geistlicher, Weihbischof in Trier
- Schmidt, Carl (1919–1990), deutscher Boxer
- Schmidt, Carl Adolf (1815–1903), deutscher Rechtswissenschaftler
- Schmidt, Carl Christian (1793–1855), deutscher Arzt, Journalist, Schauspieler, Theaterregisseur und Theaterdirektor
- Schmidt, Carl Christian (1868–1945), deutscher Maler und Grafiker
- Schmidt, Carl Ernst Heinrich (1822–1894), russischer Arzt und Chemiker
- Schmidt, Carl Eugen (1865–1948), evangelisch-lutherischer Theologe und Senior der Deutsch-Ungarischen Kirchengemeinde zu Preßburg
- Schmidt, Carl Frederic (1893–1988), amerikanischer Pharmakologe
- Schmidt, Carl Friedrich (1792–1874), preußischer Generalleutnant
- Schmidt, Carl Friedrich Anton (* 1802), deutscher Mediziner und Hochschullehrer
- Schmidt, Carl Gottfried (1923–2003), deutscher Hämatologe und Onkologe
- Schmidt, Carl Theodor (1817–1887), deutscher Politiker (DFP), MdR
- Schmidt, Carl Traugott († 1792), sächsischer Bergmeister, Berggeschworener und Guardein
- Schmidt, Carl Wilhelm (1794–1872), deutscher Klavierbauer
- Schmidt, Carl Wilhelm Philipp (1811–1879), Kreisrat im Großherzogtum Hessen
- Schmidt, Carl-Christian (* 1943), deutscher evangelischer Theologe
- Schmidt, Carlo (* 1958), Schweizer Künstler und Kurator
- Schmidt, Carmela (* 1962), deutsche Schwimmerin
- Schmidt, Carola, österreichische Künstlerin
- Schmidt, Carola Marie (* 1983), Kunsthistorikerin und Leiterin des Bamberger Diözesanmuseums
- Schmidt, Carolina (* 1967), chilenische Politikerin
- Schmidt, Carsten (* 1963), deutscher Manager
- Schmidt, Carsten (* 1986), deutscher Geher
- Schmidt, Casey (* 1970), US-amerikanisch-deutscher Basketballspieler
- Schmidt, Cassian (* 1963), deutscher Landschaftsarchitekt und Gärtnermeister

### Schmidt, Ce
- Schmidt, Cerstin (* 1963), deutsche Rennrodlerin

### Schmidt, Ch
- Schmidt, Charles (1812–1895), französischer Theologe, Historiker und Religionswissenschaftler
- Schmidt, Charles (1872–1956), französischer Archivar und Historiker
- Schmidt, Charles (1906–1971), deutscher Politiker (CDU), MdA
- Schmidt, Charlotte (* 1933), deutsche Leichtathletin
- Schmidt, Chris (* 1976), kanadisch-deutscher Eishockeyspieler und -trainer
- Schmidt, Chris Maico (* 1966), deutscher Techno-DJ und -Produzent
- Schmidt, Christa (* 1941), deutsche Politikerin (CDU), MdV, MdB
- Schmidt, Christa (* 1959), deutsche Schriftstellerin
- Schmidt, Christfried (1932–2025), deutscher Komponist und ArrangeurChristfried Schmidt (1932–2025)

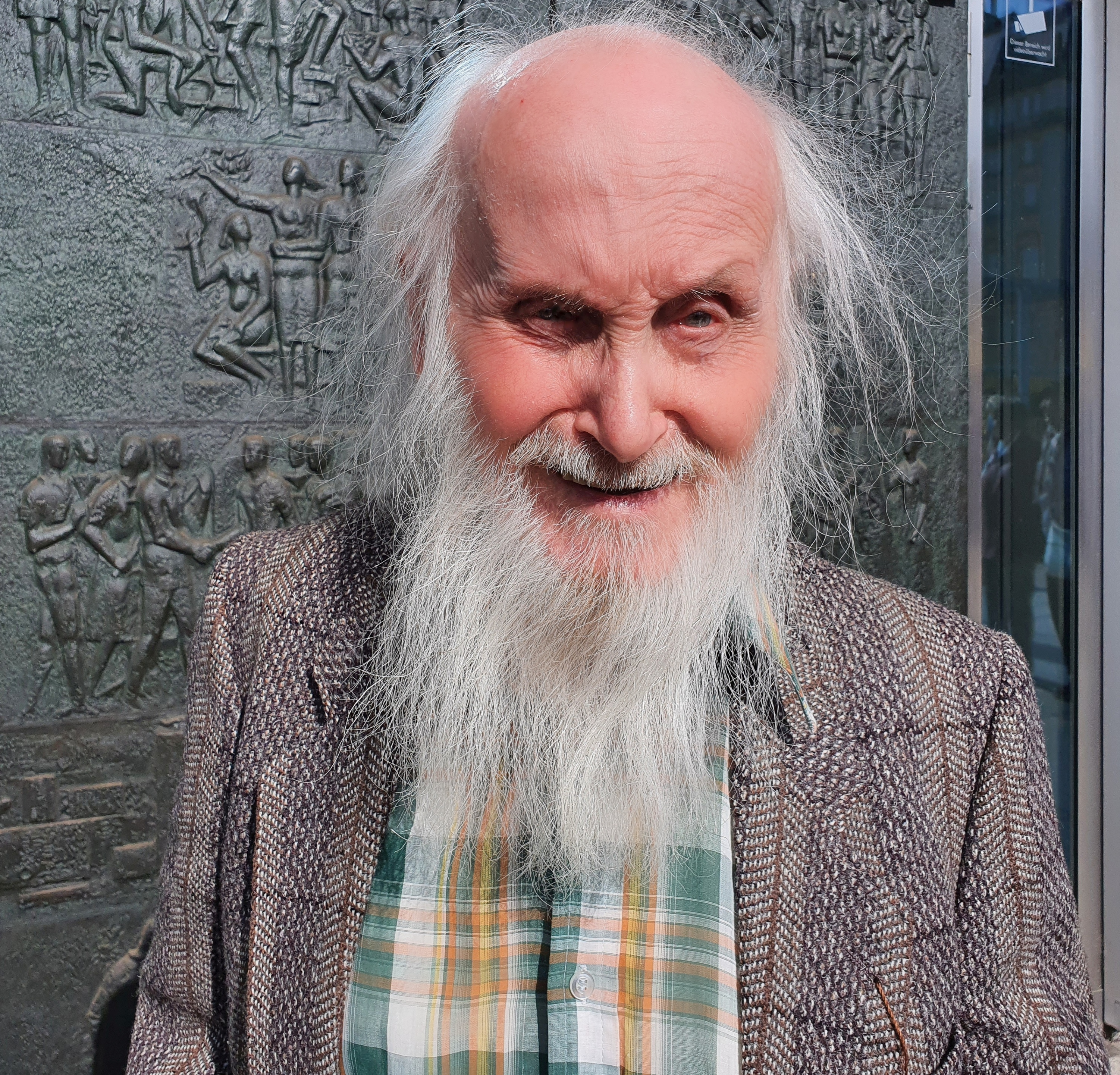
Christfried Schmidt (1932–2025)

- Schmidt, Christian († 1689), deutscher Handelsmann und Unternehmer
- Schmidt, Christian (* 1685), deutscher Orgelbauer
- Schmidt, Christian (1708–1753), nassauischer Schreiner des Hadamarer Barock
- Schmidt, Christian (1832–1895), Präsident der Christian Schmidt Brewing Company
- Schmidt, Christian (1844–1884), deutscher Unternehmer
- Schmidt, Christian (1888–1917), deutscher Fußballtorhüter
- Schmidt, Christian (1943–2021), deutscher Politiker (Grüne), MdB
- Schmidt, Christian (* 1957), deutscher Politiker (CSU), MdB, BundesministerChristian Schmidt (* 1957)

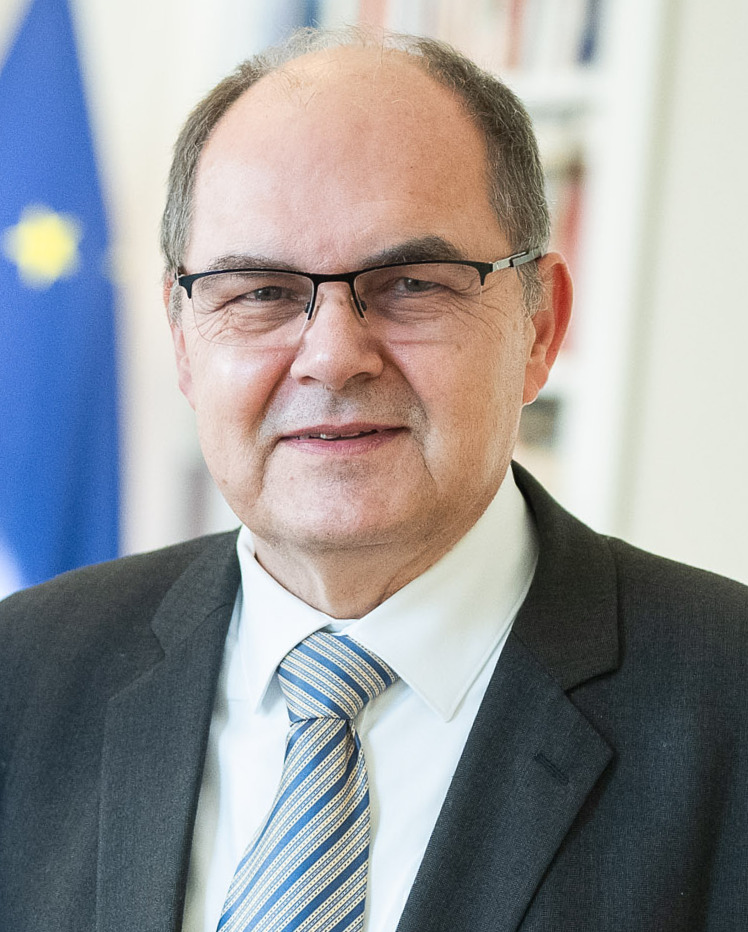
Christian Schmidt (* 1957)

- Schmidt, Christian (1957–2023), deutscher Theater- und Opernregisseur sowie Intendant
- Schmidt, Christian (* 1958), österreichischer Schauspieler
- Schmidt, Christian (* 1966), deutscher Bühnen- und Kostümbildner
- Schmidt, Christian (* 1967), deutscher Chirurg und Krankenhausmanager
- Schmidt, Christian (* 1970), deutscher Schauspieler
- Schmidt, Christian (* 1971), deutscher Fußballtorhüter
- Schmidt, Christian (* 1980), deutscher Autor und Lektor
- Schmidt, Christian (* 2002), deutscher Fußballspieler
- Schmidt, Christian Benjamin (1783–1838), deutscher Hochschullehrer, Theologe und Pädagoge
- Schmidt, Christian Ernst (1715–1786), deutscher evangelischer Theologe
- Schmidt, Christian Friedrich (1741–1778), deutscher Philosoph und lutherischer Theologe
- Schmidt, Christian Gottlieb (1755–1827), deutscher evangelischer Pfarrer und Autor
- Schmidt, Christian Jacob (1813–1897), deutscher Brauereigründer
- Schmidt, Christian Johann Heinrich (1810–1885), deutscher Lokomotivführer
- Schmidt, Christian Ludwig (1770–1855), preußischer Landrat des Kreises Simmern
- Schmidt, Christian Martin (1942–2024), deutscher Musikwissenschaftler
- Schmidt, Christian R. (* 1943), Schweizer Zoologe und Verhaltensbiologe
- Schmidt, Christian Sebastian (1851–1921), deutscher Unternehmer, Mitglied des Provinziallandtages der Provinz Hessen-Nassau
- Schmidt, Christian Y. (* 1956), deutscher Journalist und AutorChristian Y. Schmidt (* 1956)

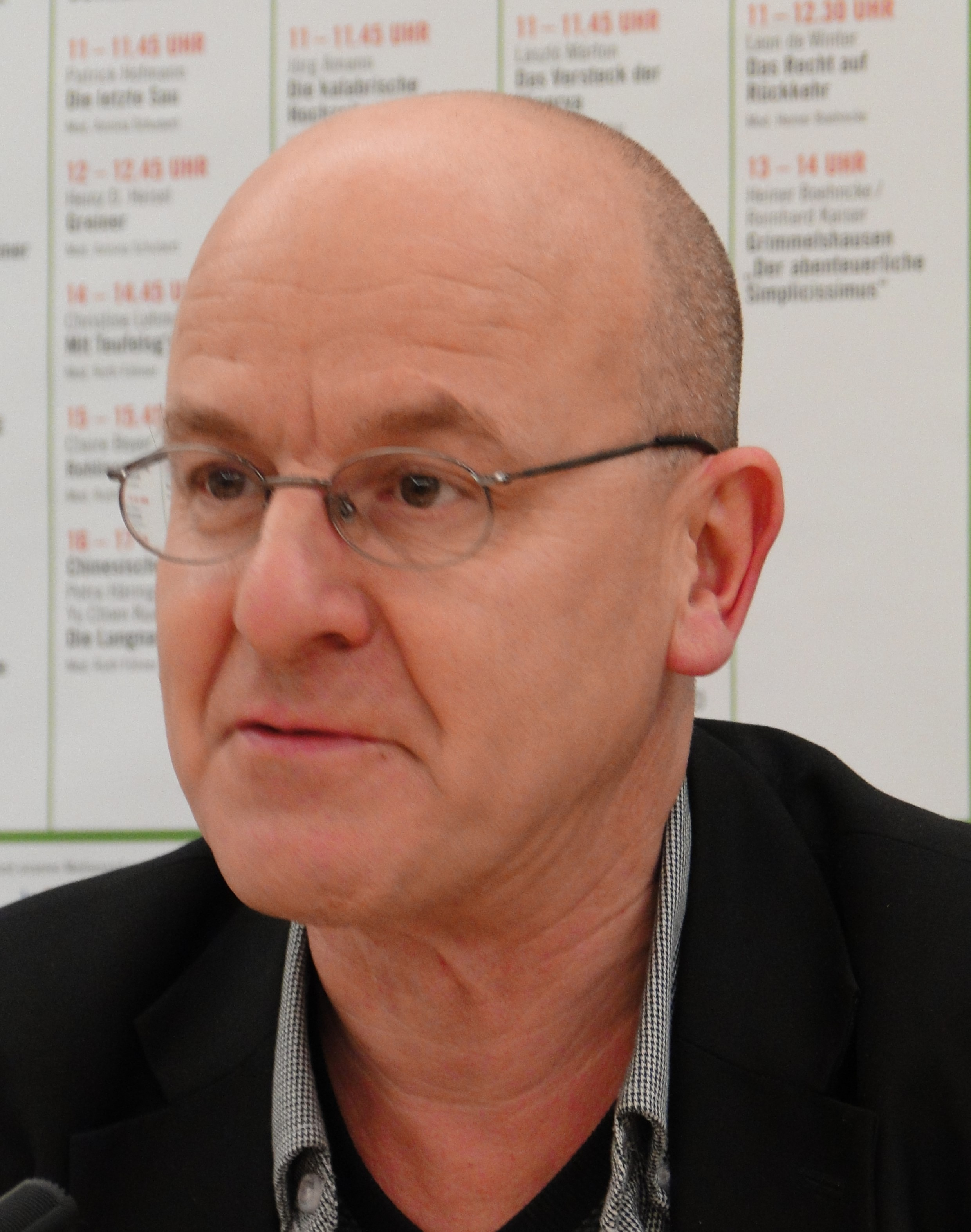
Christian Y. Schmidt (* 1956)

- Schmidt, Christiane, deutsche Fußballspielerin
- Schmidt, Christiane (* 1978), deutsche Kamerafrau und Filmemacherin
- Schmidt, Christina (* 1973), deutsche Fußballspielerin
- Schmidt, Christina (* 1985), deutsche Journalistin
- Schmidt, Christine (* 1970), deutsche Richterin am Oberlandesgericht Frankfurt am Main und Verfassungsrichterin
- Schmidt, Christoph (1803–1868), deutscher Unternehmer
- Schmidt, Christoph (* 1954), deutscher Historiker
- Schmidt, Christoph M. (* 1962), deutscher VolkswirtChristoph M. Schmidt (* 1962)

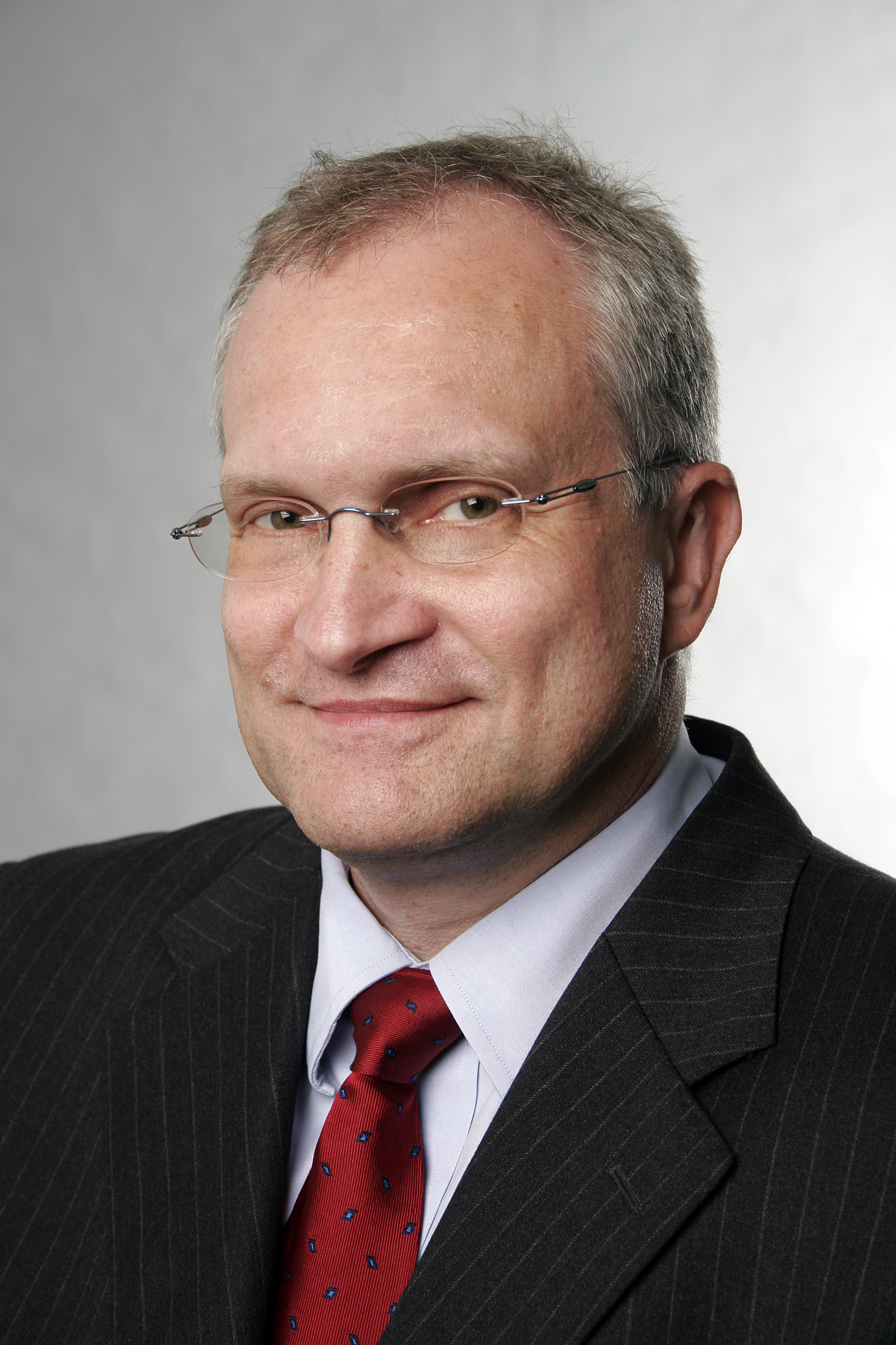
Christoph M. Schmidt (* 1962)

- Schmidt, Christoph von (1809–1876), preußischer General der Infanterie
- Schmidt, Christophe (* 1983), deutscher Snowboarder
- Schmidt, Christopher (1964–2017), deutscher Journalist sowie Theater- und Literaturkritiker

### Schmidt, Cl
- Schmidt, Claude, deutscher Pianist und Musikproduzent
- Schmidt, Claudia (* 1961), deutsche Juristin
- Schmidt, Claudia (* 1963), österreichische Politikerin (ÖVP), MdEP
- Schmidt, Claudia (* 1967), deutsche Theater- und Filmschauspielerin sowie Synchronsprecherin
- Schmidt, Claudya (* 1986), deutsche Comic-Künstlerin

### Schmidt, Co
- Schmidt, Colette M. (* 1971), kanadisch-österreichische Autorin und Journalistin
- Schmidt, Conrad (1863–1932), deutscher Ökonom, Philosoph und Journalist
- Schmidt, Cordt (1935–2021), deutscher Elektrochemiker